# Guichenotia impudica
Guichenotia impudica är en malvaväxtart som beskrevs av C.F.Wilkins. Guichenotia impudica ingår i släktet Guichenotia och familjen malvaväxter. Inga underarter finns listade i Catalogue of Life.